# Quintus Servilius Pudens (Konsul 166)
Quintus Servilius Pudens war ein römischer Politiker, Senator und Schwiegersohn des Aelius Caesar.
Pudens stammte anscheinend aus der Provinz Africa, wo ein gleichnamiger Senator als Patron von Calama, sein Sohn als Patron von Bisica geehrt wurde. Pudens war mit Ceionia Plautia, einer Tochter des Lucius Aelius Caesar, verheiratet. Im Jahr 166 wurde Pudens ordentlicher Konsul und um 180 Prokonsul von Africa.